# Bulgarische Eishockeyliga 2019/20
Die Saison 2019/20 war die 68. Spielzeit der bulgarischen Eishockeyliga, der höchsten bulgarischen Eishockeyspielklasse. Meister wurde zum vierten Mal der SK Irbis-Skate aus Sofia.

## Teilnehmer
Nachdem in der Vorsaison vier Mannschaften an der Liga teilnahmen, kam zu den bisherigen Vereinen als fünfter Klub Roter Stern Sofia hinzu.
- SK Irbis-Skate
- HK NSA Sofia
- Roter Stern Sofia
- HK Slawia Sofia
- HK ZSKA Sofia

## Modus
In der Hauptrunde hat jede der fünf Mannschaften absolviert. Der Sieger der Hauptrunde wurde bulgarischer Meister. Für einen Sieg erhielt jede Mannschaft drei Punkte, bei einem Sieg nach Overtime gab es zwei Punkte, bei einer Niederlage nach Overtime erhielt die Mannschaft einen Punkt und bei einer Niederlage null Punkte.

## Hauptrunde
|    | Klub              | Sp | S  | OS | ON | N  | Tore    | Punkte |
| -- | ----------------- | -- | -- | -- | -- | -- | ------- | ------ |
| 1. | SK Irbis-Skate    | 12 | 12 | 0  | 0  | 0  | 112:033 | 36     |
| 2. | HK NSA Sofia      | 12 | 9  | 0  | 0  | 3  | 090:045 | 27     |
| 3. | HK Slawia Sofia   | 12 | 4  | 1  | 0  | 7  | 098:082 | 14     |
| 4. | HK ZSKA Sofia     | 12 | 4  | 0  | 1  | 7  | 042:077 | 13     |
| 5. | Roter Stern Sofia | 12 | 0  | 0  | 0  | 12 | 026:131 | 0      |

Sp = Spiele, S = Siege, OS = Overtime-Siege, ON = Overtime-Niederlagen, N = Niederlagen